# Magicka 2
Magicka 2 — компьютерная игра из серии Magicka в жанре action-adventure, разработанная компанией Pieces Interactive и выпущенная компанией Paradox Interactive для платформ Microsoft Windows, PlayStation 4, Linux и Mac OS X в 2015 году, сиквел игры Magicka. Релиз игры состоялся 26 мая 2015. Анонс игры состоялся на пресс-конференции Sony в рамках выставки E3 2014, где был представлен трейлер. В отличие от первой части, разработанной Arrowhead Game Studios, над сиквелом работала другая студия.

## Сюжет
События Magicka 2 начинаются после того, как группа из 1-4 магов Ордена Магии неоднократно спасала Мидгард от гибели. Последовавшее за этими событиями расширение Ордена и создание множества магических школ привело к междоусобным Войнам Магов. Конфликт завершился гибелью большинства чародеев, а оставшиеся в живых утратили своё влияние. С окончанием магического противостояния началась Золотая Эпоха Человечества. В этот период прорицатель Нострир Предсказатель сообщил о рождении ребёнка, получившего магическую силу из остаточной энергии Войн Магов. Пророчество гласило, что этот ребёнок приведёт Мидгард к лучшему будущему без страданий, однако ему будут противостоять враждебные силы. Влад, вернувшийся из многолетнего отпуска в разрушенный Альдрхейм, узнаёт о пророчестве и берёт на себя руководство группой из 1-4 магов для защиты предсказанного ребёнка.
После краткого обучения 1-4 волшебника получают от Влада указание найти провидца Нострира в Кристальной бухте. По пути игрок проходит через группу людей, отмечающих праздник под названием «День взаимозависимости». На территорию фестиваля нападают гоблины, которых побеждает игрок.
Прибыв в Хрустальную бухту, Влад сообщает игрокам о последнем известном месте жительства Нострира. Волшебники пробираются к дому Ностры, сражаясь с полчищами гоблинов и злобными крабами-людоедами. Когда волшебники прибывают в дом Нострира, обнаруживается, что группа гоблинов и орков также ищет его, но он больше не проживает в своём доме. После победы над лидерами рейда орков и гоблинов появляется Влад и приказывает волшебникам обыскать пещеры под Хрустальной бухтой в поисках Нострира.
Отправляясь в пещеры, игроки обнаруживают подземную крепость, где сейчас обитает Нострир. После победы над гигантской ордой вражеских крабов волшебникам разрешается войти, и они встречают Нострира. Влад телепортируется и спрашивает его, где можно найти ребёнка из предсказания. Нострир сообщает, что ребёнок родился на горных землях ванов в клане вождя Фриды. Однако прежде чем Нострир успевает полностью раскрыть, кто такой ребёнок, из близлежащего подземного озера появляется гигантский коготь и втягивает его внутрь. Влад говорит 1-4 волшебникам всё равно отправиться на север, в Ванирские Хайгерленды, и найти ребёнка.
Продолжая путешествовать по пещерам, волшебники сталкиваются со зверолюдами — группой агрессивных веганов — наполовину людей, наполовину животных, и должны пробиться сквозь них, чтобы добраться до Высокогорья. Выйдя через проход, ведущий в Высшие земли, волшебники обнаруживают огромную армию орков и гоблинов, предположительно направляющихся на север, чтобы помешать ребёнку осознать свою силу. Волшебники сражаются со зверолюдами, орками и гоблинами. Затем волшебники достигают моста, ведущего на территорию ванов, группа зверолюдей требует входа на землю, поскольку их земли разрушают эльфы и люди. Ваны отказывают им во входе, и в последовавшей битве волшебники выходят победителями. Найдя вождя Фриду, Влад становится посредником между ванами, который хочет убить волшебников за убийство их хранителей моста в вышеупомянутой битве, и волшебников, которые хотят найти ребёнка. Фрида понимает, что предсказанный ребёнок может быть её собственной дочерью Лок.
Волшебники продолжают двигаться на север к деревне ванов, где проживает Лок, прибывая одновременно с орками под предводительством военачальника Хана IV первого и гоблинами под предводительством шамана Метексаса. Волшебникам удается победить военачальника Хана своей магией, заставив орков разбежаться. После битвы Элин — наставник Лок — хочет убить волшебников, ссылаясь на тот факт, что волшебникам нельзя доверять, что они приносят больше вреда, чем пользы. Лок отказывается и вместо этого заманивает волшебников в ловушку внутри магического хрустального шара, в процессе также захватывая шамана Метексаса.
Попав в ловушку внутри хрустального шара, Метексас ругает волшебников за то, что они доверились Владу и Ностриру, и представляет альтернативную версию пророчества, в которой именно ребёнок подвергает опасности мир своими силами. Это пророчество является причиной объединения орков и гоблинов, поскольку они хотели остановить ребёнка, прежде чем он причинит большой ущерб.
Через год после заключения Влад освобождает волшебников и Метексаса. Влад информирует их о том, что произошло за год их заключения. Ваны продвинулись на юг под руководством Лока и объединили людей. Эльфы и гномы в союзе под предводительством ванов. Недовольный Метексас телепортируется, Влад поручает волшебникам остановить Лок.
Волшебники направляются через лес к замку Ванирхолл, оперативной базе Лок, построенной на руинах Альдхейма. После встречи с группой эльфов Влад телепортируется перед волшебниками, чтобы дать им ещё один брифинг, случайно раскрывая их прикрытие и приводя к тому, что волшебникам приходится пробиваться к Ванирхоллу с боем.
В финале игры маги достигают Ванирхолла, где после победы над стражей замка сталкиваются с Элин и побеждают её. При встрече с магами Лок поначалу не воспринимает их всерьёз, однако, узнав о гибели Элин, нападает на них с помощью созданного ею голема. Магам удаётся вывести голема из строя, уничтожив его магические источники питания, после чего появляется Влад и обездвиживает Лок своим заклинанием. Осмотрев замок, Влад объявляет себя директором новой школы магии и телепортируется прочь. Сцена завершается активацией системы самоуничтожения голема, после чего экран темнеет.

## Разработка

### Загружаемый контент
Разработкой загружаемого контента занималась не Pieces Interactive, а компания Paradox Arctic. Для игры было разработано три дополнения:
1. Magicka 2: Gates of Midgård Challenge pack включает в себя три новых карты испытаний
2. Magicka 2: Three Cardinals Robe Pack включает в себя комплект трёх кардиналов, стилизованных в соответствии с набором испытаний «Врата Мидгарда». Каждый из них включает мантию в нескольких цветовых вариациях, оружие и посох:
  1. Кардинал с севера в мантии синего и красного цвета, с Посохом Ледохода и Ледяной Булавой;
  2. Кардинал с юга в мантии коричневого и чёрного цвета, с Верблюжим Посохом и Пустынным Скимитаром;
  3. Кардинал с юга в мантии зелёного, красного и чёрного цвета, с Посохом Нефритового Дракона и Нефритовый Клинок.
3. Magicka 2: Ice, Death and Fury включает в себя:
  1. Четыре новых сценария — новых режима совместной игры с заданиями: Protect the King, Troll Cave, Darkness, Old Wizard
  2. Три новых битвы с боссами: Insane Maxi, Mr Carrot, The Great Porkolino!
  3. Три полных комплекта мантий с оружием дальнего боя и уникальными эффектами:
    1. Мантия Ученика Смерти, Посох Жнеца Гримнира и оружие Руки Мертвеца;
    2. Мантия мусорщика, Посох Обнаружения и Старый Надежный Ржавый Револьвер;
    3. Мантия Ривьеры, Вороний Посох и Серебряный Длинный Меч.

## Критика
| Сводный рейтинг    | Сводный рейтинг          |
| Агрегатор          | Оценка                   |
| ------------------ | ------------------------ |
| GameRankings       | PC: 72,25 % PS4: 70,31 % |
| Metacritic         | PC: 69/100 PS4: 72/100   |
| Иноязычные издания |                          |
| Издание            | Оценка                   |
| Destructoid        | 5,5/10                   |
| Game Informer      | 7,25/10                  |
| GameSpot           | 7/10                     |
| Hardcore Gamer     | 4/5                      |
| IGN                | 7,7/10                   |
| PC Gamer (US)      | 79/100                   |
| VideoGamer         | 7/10                     |
| GamesBeat          | 55/100                   |
| PCGamesN           | 6/10                     |
| Slant Magazine     | [ 22 ]                   |

После выпуска Magicka 2 получила неоднозначные отзывы критиков. На сайте-агрегаторе Metacritic игра имеет оценку 69 баллов из 100 версии для ПК на основе 37 обзоров и 72 балла из 100 на основе 18 обзоров для версии для PlayStation 4.
IGN оценил игру в 7,7 баллов из 10, отметив, что «несмотря на временами испытывающий терпение геймплей, глубина и очарование Magicka 2 делают её увлекательным кооперативным проектом». PCGamesN поставил игре 6 баллов из 10, указав, что «на данный момент игра функциональна, местами увлекательна, но рекомендуется только при наличии трёх друзей, готовых играть вместе». GameSpot присудил игре 7 баллов из 10, сравнив разницу между Magicka 2 и её предшественником 2011 года с рекламой средств для похудения в формате «до и после».
WGRank поставил игре 6,2 балла из 10. К положительным свойствам игры были отнесены: основанная на навыках магия, кооперативный режим, хорошая боевая система. К отрицательным свойствам игры были отнесены некоторые баги, которых трудно избежать при игре в одиночку.

### Продажи
В 2018 году, благодаря уязвимости в защите Steam Web API, стало известно, что точное количество пользователей сервиса Steam, которые играли в игру хотя бы один раз, составляет 857 543 человека.